# Amendolea (fiumara)
L'Amendolea (Amendulìa Potamò in Greco di Calabria) è una delle fiumare dell'Aspromonte. Scorre in provincia di Reggio Calabria, di cui è il corso d'acqua più importante. Il suo nome potrebbe derivare dalla presenza, lungo le sue sponde, di parecchi alberi di mandorlo. Ancora oggi, nel dialetto locale, con il termine "mmenduli" si intendono le mandorle.
Come tutte le fiumare, è ricca d'acqua (spesso anche in piena) d'inverno, e quasi a secco durante il periodo estivo. Nel tratto iniziale le acque sono mosse e veloci, a valle diventano calme, con un letto vasto che le fa scivolare verso il mare. L'Amendolea nasce nel cuore del Parco nazionale dell'Aspromonte, crea meravigliose cascate e poi percorre 31 chilometri per sfociare nel Mar Ionio, nei pressi di Condofuri. La fiumara, scendendo dalle montagne dell'Aspromonte ha creato nei millenni la rigogliosissima e fertile Valle dell'Amendolea.
Nell'antichità l'Amendolea era un grande fiume, molto probabilmente navigabile, il che spiegherebbe la colonizzazione greca dell'entroterra in questa zona della Calabria (es. Bova, Roccaforte del Greco, Condofuri, Roghudi).
Il suo principale affluente è il torrente Menta, sul quale è stata costruita di recente una diga (Diga del Menta), che nei prossimi anni dovrebbe risolvere un problema di approvvigionamento idrico della città di Reggio Calabria.
In epoca greco-romana era molto più ricca di acqua, al punto che i geografi la descrivevano come navigabile fino all'attuale abitato di Amendolea.

## Cascate del Maesano
Le cascate del Maesano (dal nome della località), note anche come Cascate dell'Amendolea o come Cascate del Menta (dal nome della fiumara) sono 4 cascate una sopra l'altra rispettivamente di 15, 26, 4 e 6 metri ciascuno sull'affluente Menta raggiungibili a piedi dalla Diga del Menta. Si pratica torrentismo.

## Probabili riferimenti storici
La tesi su quale delle fiumare del versante jonico reggino fosse il fiume Alece (o Alice, dal greco Αλήξ, Halex, "salato") - confine naturale tra le due polis magnogreche di Reggio e Locri Epizefiri - è dibattuta da tempo. Alcuni studiosi ritengono fosse l'Amendolea, altri la Fiumara di Palizzi. L'importanza strategica del confine naturale era enorme, poiché divideva le due più importanti città magnogreche della zona. Dopo molti scontri le due città stabilirono tacitamente il loro confine proprio sul corso d'acqua.
Dice a tal proposito il geografo greco Strabone (I secolo a.C.):

(Strabone, Geografia, VI, I, 8)